# Palazzo Branconio
Palazzo Branconio è un palazzo storico dell'Aquila.

## Storia
La storia del palazzo si intreccia con quella della famiglia Branconio, originaria di Collebrincioni e stabilitasi all'Aquila sin dalla fondazione della città, nel XIII secolo. Il casato acquisì importanza soprattutto grazie all'orafo Giovanni Battista Branconio (1473-1522) che si affermò a Roma come consigliere di papa Leone X facendo costruire nella capitale il palazzo Branconio dell'Aquila, su progetto dell'amico Raffaello Sanzio.
Contemporaneamente, nel XVI secolo, sorse davanti alla chiesa di San Silvestro — chiesa di riferimento del locale di Collebrincioni ed impreziosita dalla Visitazione di Raffaello, oggi al museo del Prado di Madrid — il palazzo della famiglia, noto con il nome di Palazzo Branconio. Nel 1624, per mano dell'architetto romano Francesco Contini (padre di Giovan Battista Contini), il palazzo venne radicalmente ristrutturato, abbellito e ampliato con la realizzazione del vasto giardino al cui interno venne edificato un raffinato Casino delle delizie, oggi scomparso. Di questa fase costruttiva sopravvivono oggi pochi resti tra cui il portale in stile rinascimentale posto sul fronte meridionale e dedicato alla cappella privata dell'abate Girolamo Branconio. La facciata era quasi interamente coperta da pitture realizzate da Francesco degli Oddi e che davano all'edificio il nome di «palazzo dipinto». A valle, il palazzo proseguiva con delle logge «fabbricate et ornate» dallo stesso abate con una spesa di 1 200 ducati.
Poco dopo, venne realizzato un altro palazzo familiare, oggi noto con il nome di Palazzo Farinosi Branconi e situato sul lato orientale della piazza. Nella seconda metà del XVII secolo la famiglia si trasferì nella nuova residenza e Palazzo Branconio venne probabilmente destinato ad alloggio per il personale di servizio. Entrambi gli edifici rimasero poi gravemente danneggiati dal terremoto del 1703, venendo censiti come inagibili nel 1712. Negli anni successivi, il palazzo venne notevolmente rimaneggiato e ampliato mediante l'unione di caseggiati adiacenti; la veste attuale dell'edificio è quella assunta con i lavori della metà del XIX secolo in stile neorinascimentale. L'edificio è risultato nuovamente danneggiato dal sisma del 2009 rendendo necessari nuovi lavori di consolidamento e restauro che si sono conclusi nel 2017.

## Descrizione
Il palazzo occupa una porzione d'isolato tra la piazza San Silvestro, via delle Streghe e via Rustici, al confine tra il quarto di Santa Maria e quello di San Pietro. L'attuale impronta a terra dell'edificio è il frutto di secoli di ampliamenti e rimaneggiamenti a partire dall'originario Palazzo Branconio, collocato sull'angolo orientale dell'intero aggregato.

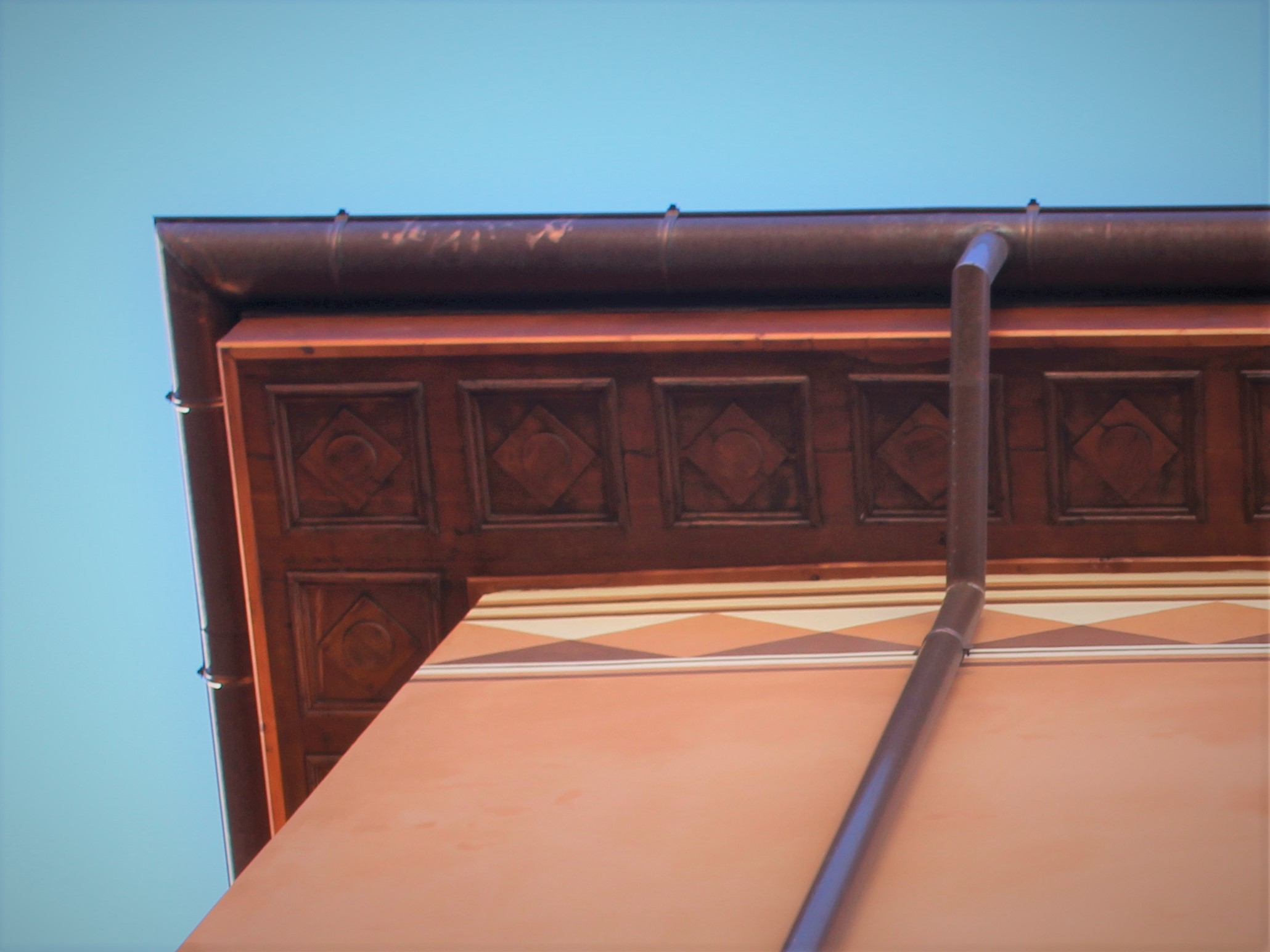
Particolare del cassettonato ligneo di copertura.

Si pone frontalmente alla chiesa di San Silvestro, particolarmente legata ai Branconio, ed a lato di Palazzo Farinosi Branconi, la più importante residenza del casato; fino al XX secolo, lo spazio della piazza San Silvestro era chiuso, sul restante lato, dalla scomparsa chiesa di San Leonardo dei Porcinari. Nelle vicinanze, all'interno del giardino che si estendeva verso occidente, era collocato anche il Casino Branconio.
Il palazzo è costituito da tre livelli cui si aggiunge una porzione seminterrata. È da citare il fatto che, prima dei rinterri realizzati nel XX secolo, la quota della strada era più bassa dell'attuale di circa 30 cm. La facciata presenta un impaginato architettonico regolare con gli ingressi al pian terreno, che interrompono un rivestimento basamentale in pietra grigia di Roio, e le finestre ai piani superiori impreziosite da cornici in pietra bianca di Poggio Picenze, recanti ciascuna il monogramma bernardiniano. Di particolare rilievo è l'attacco al cielo che presenta, nello sporto di gronda, un raffinato cassettonato ligneo reso evidente dalla decorazione a losanghe. L'ingresso principale è eccentrico rispetto al complesso della facciata e posto in asse con due balconcini ai piani superiori. Il fronte retrostante presenta al n. 23 di via Rustici un prezioso portale — anch'esso incorniciato con pietra bianca locale — recante l'iscrizione Omnia Accepta Deo Referread; l'ingresso era utilizzato per accedere all'oratorio posto all'interno del palazzo.